# Lispeszentadorján
Lispeszentadorján là một thị trấn thuộc hạt Zala, Hungary. Thị trấn này có diện tích 9,14 km², dân số năm 2010 là 306 người, mật độ 33 người/km².